# Діа (острів)
Острів Діа (грец. Νησί Δία) — безлюдний грецький острів у Критському морі, належить до муніципалітету Гувес, область Іракліону. Займає площу в 11,91 км².